# Monrose/Diskografie
Diese Diskografie ist eine Übersicht über die musikalischen Werke der deutschen Pop-Girlgroup Monrose. Den Quellenangaben und Schallplattenauszeichnungen zufolge hat sie bisher mehr als 1,7 Millionen Tonträger verkauft. Ihre erfolgreichste Veröffentlichung ist die Debütsingle Shame mit über 630.000 verkauften Einheiten.

## Alben

### Studioalben
| Jahr | Titel Musiklabel                                | Höchstplatzierung, Gesamtwochen, AuszeichnungChartplatzierungen (Jahr, Titel, Musiklabel, Platzierungen, Wochen, Auszeichnungen, Anmerkungen) | Höchstplatzierung, Gesamtwochen, AuszeichnungChartplatzierungen (Jahr, Titel, Musiklabel, Platzierungen, Wochen, Auszeichnungen, Anmerkungen) | Höchstplatzierung, Gesamtwochen, AuszeichnungChartplatzierungen (Jahr, Titel, Musiklabel, Platzierungen, Wochen, Auszeichnungen, Anmerkungen) | Anmerkungen                                                  |
| Jahr | Titel Musiklabel                                | DE | AT | CH | Anmerkungen                                                  |
| ---- | ----------------------------------------------- | --- | --- | --- | ------------------------------------------------------------ |
| 2006 | Temptation Warner Music (WMG)                   | DE1 ×2Doppelplatin · (22 Wo.)DE | AT1 Platin · (17 Wo.)AT | CH1 Platin · (17 Wo.)CH | Erstveröffentlichung: 8. Dezember 2006 Verkäufe: + 460.000   |
| 2007 | Strictly Physical Starwatch Entertainment (WMG) | DE2 Gold · (26 Wo.)DE | AT7 Gold · (12 Wo.)AT | CH6 (10 Wo.)CH | Erstveröffentlichung: 21. September 2007 Verkäufe: + 110.000 |
| 2008 | I Am Starwatch Entertainment (WMG)              | DE9 Gold · (14 Wo.)DE | AT20 (4 Wo.)AT | CH14 (5 Wo.)CH | Erstveröffentlichung: 26. September 2008 Verkäufe: + 100.000 |
| 2010 | Ladylike Starwatch Entertainment (WMG)          | DE10 (13 Wo.)DE | AT26 (5 Wo.)AT | CH25 (5 Wo.)CH | Erstveröffentlichung: 11. Juni 2010 Verkäufe: + 30.000       |

## Singles
| Jahr | Titel Album                                                       | Höchstplatzierung, Gesamtwochen, AuszeichnungChartplatzierungen (Jahr, Titel, Album, Platzierungen, Wochen, Auszeichnungen, Anmerkungen) | Höchstplatzierung, Gesamtwochen, AuszeichnungChartplatzierungen (Jahr, Titel, Album, Platzierungen, Wochen, Auszeichnungen, Anmerkungen) | Höchstplatzierung, Gesamtwochen, AuszeichnungChartplatzierungen (Jahr, Titel, Album, Platzierungen, Wochen, Auszeichnungen, Anmerkungen) | Anmerkungen                                                 |
| Jahr | Titel Album                                                       | DE | AT | CH | Anmerkungen                                                 |
| ---- | ----------------------------------------------------------------- | --- | --- | --- | ----------------------------------------------------------- |
| 2006 | Shame Temptation                                                  | DE1 ×3Dreifachgold · (17 Wo.)DE | AT1 Gold · (17 Wo.)AT | CH1 Gold · (18 Wo.)CH | Erstveröffentlichung: 1. Dezember 2006 Verkäufe: + 630.000  |
| 2007 | Even Heaven Cries Temptation                                      | DE6 (12 Wo.)DE | AT17 (15 Wo.)AT | CH19 (7 Wo.)CH | Erstveröffentlichung: 2. März 2007                          |
| 2007 | Wunder gibt es immer wieder Wunder gibt es immer wieder (Sampler) | — | — | — | Erstveröffentlichung: 23. März 2007 Original: Katja Ebstein |
| 2007 | Hot Summer Strictly Physical                                      | DE1 Gold · (16 Wo.)DE | AT1 Gold · (18 Wo.)AT | CH1 (26 Wo.)CH | Erstveröffentlichung: 29. Juni 2007 Verkäufe: + 215.000     |
| 2007 | Strictly Physical                                                 | DE6 (11 Wo.)DE | AT16 (10 Wo.)AT | CH29 (8 Wo.)CH | Erstveröffentlichung: 14. September 2007                    |
| 2007 | What You Don’t Know Strictly Physical                             | DE6 Gold · (18 Wo.)DE | AT16 (13 Wo.)AT | CH34 (10 Wo.)CH | Erstveröffentlichung: 7. Dezember 2007 Verkäufe: + 160.000  |
| 2008 | Strike the Match I Am                                             | DE10 (10 Wo.)DE | AT16 (10 Wo.)AT | CH11 (12 Wo.)CH | Erstveröffentlichung: 6. Juni 2008                          |
| 2008 | Hit ’n’ Run I Am                                                  | DE16 (9 Wo.)DE | AT29 (6 Wo.)AT | CH55 (5 Wo.)CH | Erstveröffentlichung: 3. Oktober 2008                       |
| 2008 | Why Not Us I Am                                                   | DE27 (8 Wo.)DE | AT53 (2 Wo.)AT | — | Erstveröffentlichung: 28. November 2008                     |
| 2010 | Like a Lady Ladylike                                              | DE9 (18 Wo.)DE | AT9 (16 Wo.)AT | CH13 (10 Wo.)CH | Erstveröffentlichung: 28. Mai 2010                          |
| 2010 | This Is Me Ladylike                                               | DE22 (11 Wo.)DE | AT28 (6 Wo.)AT | — | Erstveröffentlichung: 27. August 2010                       |
| 2010 | Breathe You In Ladylike                                           | DE60 (2 Wo.)DE | — | — | Erstveröffentlichung: 3. Dezember 2010                      |

## Videoalben und Musikvideos

### Videoalben
| Jahr | Titel Musiklabel                                    | Höchstplatzierung, Gesamtwochen, AuszeichnungChartplatzierungen (Jahr, Titel, Musiklabel, Platzierungen, Wochen, Auszeichnungen, Anmerkungen) | Höchstplatzierung, Gesamtwochen, AuszeichnungChartplatzierungen (Jahr, Titel, Musiklabel, Platzierungen, Wochen, Auszeichnungen, Anmerkungen) | Höchstplatzierung, Gesamtwochen, AuszeichnungChartplatzierungen (Jahr, Titel, Musiklabel, Platzierungen, Wochen, Auszeichnungen, Anmerkungen) | Anmerkungen                                                |
| Jahr | Titel Musiklabel                                    | DE | AT | CH | Anmerkungen                                                |
| ---- | --------------------------------------------------- | --- | --- | --- | ---------------------------------------------------------- |
| 2006 | Popstars – The Making of Monrose Warner Music (WMG) | DE36 Gold · (6 Wo.)DE | AT1 Gold · (5 Wo.)AT | — | Erstveröffentlichung: 15. Dezember 2006 Verkäufe: + 30.000 |

### Musikvideos
| Jahr | Titel                      | Regie           |
| ---- | -------------------------- | --------------- |
| 2006 | Shame                      | Oliver Sommer   |
| 2007 | Even Heaven Cries          | Katja Kuhl      |
| 2007 | Hot Summer                 | Bernard Wedig   |
| 2007 | Strictly Physical          | Oliver Sommer   |
| 2007 | What You Don’t Know        | Markus Gerwinat |
| 2008 | Strike the Match           | Oliver Sommer   |
| 2008 | Hit ’n’ Run                | Bernard Wedig   |
| 2008 | Why Not Us                 | Markus Gerwinat |
| 2008 | Walking Away               |                 |
| 2010 | Like a Lady                | Thomas Job      |
| 2010 | This Is Me                 | Lennart Brede   |
| 2010 | Breathe You In             |                 |
| 2010 | Endlich sehe ich das Licht |                 |
| 2011 | Tell Me                    | Volker Weicker  |

## Promoveröffentlichungen
| Jahr | Titel Album | Anmerkungen                         |
| ---- | ----------- | ----------------------------------- |
| 2008 | We Love –   | Erstveröffentlichung: 20. März 2008 |

## Sonderveröffentlichungen

### Alben
| Jahr | Titel Musiklabel             | Anmerkungen                                                          |
| ---- | ---------------------------- | -------------------------------------------------------------------- |
| 2006 | AOL Sessions Starwatch (WMG) | Erstveröffentlichung: 8. Dezember 2006 Teil der „AOL-Sessions“-Reihe |

| Jahr | Titel Musiklabel                                       | Anmerkungen                                                     |
| ---- | ------------------------------------------------------ | --------------------------------------------------------------- |
| 2008 | 2 in 1: Temptation / Strictly Physical Starwatch (WMG) | Erstveröffentlichung: 5. September 2008 Teil der „2-in-1“-Reihe |

### Lieder
| Jahr | Titel Album                                 | Anmerkungen                                                       |
| ---- | ------------------------------------------- | ----------------------------------------------------------------- |
| 2008 | Walking Away Greatest Hits (Deluxe Edition) | Erstveröffentlichung: 28. November 2008 Craig David feat. Monrose |

| Jahr | Titel Album                 | Anmerkungen                                                 |
| ---- | --------------------------- | ----------------------------------------------------------- |
| 2007 | Wunder gibt es immer wieder | Erstveröffentlichung: 23. März 2007 Original: Katja Ebstein |
| 2011 | Tell Me Dein Song 2011      | Erstveröffentlichung: 8. April 2011 mit Raphael Groß        |

| Jahr | Titel Soundtrack                                   | Anmerkungen                                                                                    |
| ---- | -------------------------------------------------- | ---------------------------------------------------------------------------------------------- |
| 2010 | Endlich sehe ich das Licht Rapunzel – Neu verföhnt | Erstveröffentlichung: 10. Dezember 2010 Original: Mandy Moore & Zachary Levi – I See the Light |

## Statistik

### Chartauswertung
Die folgende Aufstellung beinhaltet eine Übersicht über die Charterfolge von Monrose in den Album-, Single- und Musik-DVD-Charts. Zu berücksichtigen ist, dass sich Videoalben in Deutschland in den Albumcharts platzieren.
|                     | DE    | AT    | CH    |
| ------------------- | ----- | ----- | ----- |
| Nummer-eins-Alben   | DE1DE | AT1AT | CH1CH |
| Top-10-Alben        | DE4DE | AT2AT | CH2CH |
| Alben in den Charts | DE5DE | AT4AT | CH4CH |

|                       | DE     | AT     | CH    |
| --------------------- | ------ | ------ | ----- |
| Nummer-eins-Singles   | DE2DE  | AT2AT  | CH2CH |
| Top-10-Singles        | DE7DE  | AT3AT  | CH2CH |
| Singles in den Charts | DE11DE | AT10AT | CH8CH |

|                          | DE    | AT    | CH    |
| ------------------------ | ----- | ----- | ----- |
| Nummer-eins-Videoalben   | DE—DE | AT1AT | CH—CH |
| Top-10-Videoalben        | DE—DE | AT1AT | CH—CH |
| Videoalben in den Charts | DE—DE | AT1AT | CH—CH |

### Auszeichnungen für Musikverkäufe
Anmerkung: Auszeichnungen in Ländern aus den Charttabellen bzw. Chartboxen sind in ebendiesen zu finden.
| Land/RegionAuszeichnungen für Musikverkäufe (Land/Region, Auszeichnungen, Verkäufe, Quellen) | Gold       | Platin     | Verkäufe  | Quellen                           |
| -------------------------------------------------------------------------------------------- | ---------- | ---------- | --------- | --------------------------------- |
| Deutschland (BVMI)                                                                           | 6× Gold6   | 3× Platin3 | 1.575.000 | musikindustrie.de Einzelnachweise |
| Österreich (IFPI)                                                                            | 4× Gold4   | Platin1    | 65.000    | ifpi.at                           |
| Schweiz (IFPI)                                                                               | Gold1      | Platin1    | 45.000    | hitparade.ch                      |
| Insgesamt                                                                                    | 11× Gold11 | 5× Platin5 |           |                                   |